# 미원초등학교 용곡분교
미원초등학교 용곡분교는 대한민국 충청북도 청주시 상당구 미원면 용곡1길 60 (용곡리)에 있었던 공립 초등학교이다.

## 학교 연혁
- 1946.11.28 용곡국민학교 설립인가
- 1963.03.01 가양분교장 개교
- 1965.03.01 종암분교장이 종암국민학교로 독립
- 1968.03.01 가양분교장이 가양국민학교로 독립
- 1978.03.01 9학급 편성(310명)
- 1978.07.01 교가 제정
- 1987.03.01 가양분교장 편입
- 1992.03.01 가양분교장 미원국민학교로 통폐합, 종암분교장 편입
- 1996.03.01 용곡초등학교로 개칭
- 1999.03.01 미원초등학교 용곡분교장으로 개편
- 2000.03.01 미원초등학교로 통폐합